# Geometryczne momenty bezwładności
Geometryczne momenty bezwładności (momenty bezwładności figur geometrycznych) – wielkości charakteryzujące płaskie figury geometryczne ze względu na sposób rozłożenia ich obszarów względem osi przyjętego układu współrzędnych. Należą do tzw. charakterystyk geometrycznych figur płaskich.
Definiuje się geometryczne momenty bezwładności:
- osiowe,
- biegunowe,
- odśrodkowe zwane też momentami dewiacyjnymi (zboczenia)[2].

Geometryczne momenty bezwładności są używane w mechanice konstrukcji, należą do geometrycznych charakterystyk przekrojów i występują w obliczaniach odkształceń i naprężeń w obciążonych prętach.

## Definicje

Osiowy geometryczny moment bezwładności względem danej osi {\displaystyle x} definiuje się jako sumę kwadratów odległości elementów figury {\displaystyle dA} od tej osi, co może być wyrażone całką po powierzchni figury:
{\displaystyle I_{x}=\iint \limits _{A}y^{2}dA,}
{\displaystyle I_{y}=\iint \limits _{A}x^{2}dA.}
Biegunowy geometryczny moment bezwładności względem punktu {\displaystyle 0} definiuje się jako sumę kwadratów odległości {\displaystyle \rho } elementów figury {\displaystyle dA} od tego punktu, co może być wyrażone całką po powierzchni figury:
{\displaystyle I_{o}=\iint \limits _{A}\rho ^{2}dA=\iint \limits _{A}(x^{2}+y^{2})dA=I_{x}+I_{y}.}
Oznaczenia:
{\displaystyle I_{x}} – moment bezwładności względem osi {\displaystyle x,}
{\displaystyle I_{y}} – moment bezwładności względem osi {\displaystyle y,}
{\displaystyle dA} – element powierzchni,
{\displaystyle x} – odległość {\displaystyle dA} od osi {\displaystyle y,}
{\displaystyle y} – odległość {\displaystyle dA} od osi {\displaystyle x.}
Odśrodkowy (dewiacyjny) moment bezwładności względem danego układu osi, definiuje się jako sumę iloczynów odległości od tych osi elementów figury {\displaystyle dA,} co może być wyrażone jako całka po powierzchni figury:
{\displaystyle I_{xy}=\iint \limits _{A}xydA.}
Jednostką geometrycznego momentu bezwładności w układzie SI jest m4.

## Własności
Geometryczne momenty bezwładności są wielkościami addytywnymi. Moment bezwładności figury składającej się kilku rozłącznych figur jest równy sumie momentów bezwładności tych figur.
Momenty osiowe i biegunowe są nieujemne.
Moment odśrodkowy może być dodatni, równy zero lub ujemny.
Osie centralne i główne
Momenty osiowe i biegunowy przyjmują najmniejszą wartość dla osi przechodzących przez środek ciężkości figury. Takie osie nazywa się osiami centralnymi.
Dla danego punktu początku układu współrzędnych odśrodkowy moment bezwładności zależy od obrotu układu współrzędnych. Centralny układ współrzędnych, dla którego odśrodkowy moment bezwładności jest równy zero nazywany jest głównym centralnym układem współrzędnych.

## Główne centralne momenty bezwładności
Głównymi centralnymi momentami bezwładności są momenty bezwładności określone dla osi centralnych, głównych.

## Zastosowania
Momenty bezwładności wraz z momentami statycznymi umożliwiają określenie naprężeń w jednorodnych ciałach, których modelami są pręty i powłoki.
Osiowe momenty bezwładności przekroju pręta pozwalają określić rozkład naprężeń w zginanej belce, moment dewiacyjny określa jak zginanie względem jednej osi wywołuje naprężenia w osi do niej prostopadłej.
Biegunowy moment bezwładności przekroju belki jest parametrem przekroju opisującym rozkład naprężeń przy skręcaniu pręta.

## Twierdzenie Steinera

Jeżeli znany jest geometryczny moment bezwładności {\displaystyle I_{x}} pewnej figury względem osi {\displaystyle x} przechodzącej przez jej środek ciężkości, to moment bezwładności tej figury, względem osi równoległej {\displaystyle x',} określa twierdzenie Steinera:
{\displaystyle I_{x'}=I_{x}+d^{2}\!A,}
gdzie:
{\displaystyle d} – odległość między osiami,
{\displaystyle A} – pole figury.
Jeżeli oś {\displaystyle x} nie przechodzi przez środek ciężkości figury, to wówczas obowiązuje wzór
{\displaystyle I_{x'}=I_{x}+2dS_{x}+d^{2}\!A,}
gdzie {\displaystyle S_{x}} jest momentem statycznym figury względem osi {\displaystyle x.}

## Przesunięcie układu współrzędnych
Osiowe i biegunowe momenty bezwładności względem osi centralnych, głównych są
najmniejsze spośród momentów liczonych względem wszelkich innych układów współrzędnych.
Jeżeli centralny układ współrzędnych {\displaystyle 0xy} zostanie przesunięty bez obrotu o wektor [a,b] względem środka ciężkości {\displaystyle C} figury w nowe położenie {\displaystyle 0x'\!y',} to względem tych nowych osi mamy
{\displaystyle x'=x+a,}
{\displaystyle y'=y+b,}
{\displaystyle I_{x'}=I_{xc}+a^{2}A,}
{\displaystyle I_{y'}=I_{yc}+b^{2}A,}
{\displaystyle I_{o'}=I_{xc}+(a^{2}+b^{2})A,}
{\displaystyle I_{x'y'}=I_{xyc}+abA.}
Jeżeli osie początkowego układu współrzędnych {\displaystyle 0xy} nie są osiami centralnymi to:
{\displaystyle I_{x'y'}=I_{xy}+aS_{x}+bS_{y}+abA,}
gdzie {\displaystyle S_{x}} i {\displaystyle S_{y}} są statycznymi momentami figury względem osi układu współrzędnych {\displaystyle 0xy,} określonymi wzorami:
{\displaystyle S_{y}=\iint \limits _{A}xdA,}
{\displaystyle S_{x}=\iint \limits _{A}ydA.}

## Obrót układu współrzędnych
Przy obrocie układu współrzędnych o kąt {\displaystyle \alpha } wokół jego początku, momenty bezwładności transformują się wg wzorów:
{\displaystyle I_{x\alpha }=I_{x}\cos ^{2}\alpha +I_{y}\sin ^{2}\alpha -I_{xy}\sin 2\alpha ,}
{\displaystyle I_{y\alpha }=I_{y}\cos ^{2}\alpha +I_{x}\sin ^{2}\alpha +I_{xy}\sin 2\alpha ,}
{\displaystyle I_{xy\alpha }=I_{xy}\cos 2\alpha +{\frac {I_{x}-I_{y}}{2}}\sin 2\alpha .}

## Momenty ekstremalne
Znając wartości momentów bezwładności względem danych osi centralnych, można obliczyć wartości głównych momentów bezwładności oraz kierunek osi głównych dla układu o tym samym początku. Osiami głównymi są osie względem których momenty bezwładności mają ekstremalne wartości:
{\displaystyle I_{max}=I_{xg}={\frac {I_{x}+I_{y}}{2}}+{\sqrt {\left({\frac {I_{x}-I_{y}}{2}}\right)^{2}+I_{xy}^{2}}},}
{\displaystyle I_{min}=I_{yg}={\frac {I_{x}+I_{y}}{2}}-{\sqrt {\left({\frac {I_{x}-I_{y}}{2}}\right)^{2}+I_{xy}^{2}}},}
{\displaystyle \operatorname {tg} {2\alpha }={\frac {2I_{xy}}{I_{x}-I_{y}}},\qquad I_{x}>I_{y}.}

## Moment bezwładności figury złożonej
Centralne momenty bezwładności figur o złożonym kształcie można obliczać przez podział figury na części, których momenty i położenie środka ciężkości są opisane w literaturze. Postępuje się wówczas wg schematu:
- przyjęcie początkowego układu współrzędnych,
- podział figury na proste figury składowe,
- obliczenie pola i środków ciężkości figur składowych,
- obliczenie pola powierzchni i położenia środka ciężkości dla całej figury,
- obliczenie osiowych momentów bezwładności {\displaystyle I_{x}} i oraz {\displaystyle I_{y}} dewiacyjnego momentu bezwładności {\displaystyle I_{xy},} względem ich własnych środków ciężkości,
- obliczenie momentów bezwładności względem środka ciężkości całej figury i sumowanie wartości.

W razie potrzeby określenie kąta względem głównego układu współrzędnych i transformacja momentów do głównego układu współrzędnych.

## Momenty bezwładności wielokąta

Przykładowy wielokąt

Momenty bezwładności dla dowolnego prostego wielokąta w układzie współrzędnych na płaszczyźnie można obliczyć, sumując wkłady każdej części wielokąta po podzieleniu obszaru wielokąta na trójkąty. Zakłada się, że wielokąt ma wierzchołki n, ponumerowane przeciwnie do ruchu wskazówek zegara. Jeśli wierzchołki wielokąta są ponumerowane zgodnie z ruchem wskazówek zegara, zwrócone wartości będą ujemne, ale wartości bezwzględne będą prawidłowe:
{\displaystyle I_{x}={\frac {1}{12}}\sum _{i=1}^{n-1}\left(y_{i}^{2}+y_{i}y_{i+1}+y_{i+1}^{2}\right)\left(x_{i}y_{i+1}-x_{i+1}y_{i}\right),}
{\displaystyle I_{y}={\frac {1}{12}}\sum _{i=1}^{n-1}\left(x_{i}^{2}+x_{i}x_{i+1}+x_{i+1}^{2}\right)\left(x_{i}y_{i+1}-x_{i+1}y_{i}\right),}
{\displaystyle I_{xy}={\frac {1}{24}}\sum _{i=1}^{n-1}\left(x_{i}y_{i+1}+2x_{i}y_{i}+2x_{i+1}y_{i+1}+x_{i+1}y_{i}\right)\left(x_{i}y_{i+1}-x_{i+1}y_{i}\right).}
Gdzie {\displaystyle x_{i},y_{i}} – współrzędne wierzchołka {\displaystyle i} wielokąta. Przy czym {\displaystyle x_{n+1},y_{n+1}} są współrzędnymi pierwszego wierzchołka.

## Promień bezwładności
Promieniem bezwładności względem dowolnej osi {\displaystyle 0\nu } nazywamy wielkość określoną wzorem
{\displaystyle i_{\nu }={\sqrt {\frac {I_{\nu }}{A}}},\qquad (a)}
gdzie:
{\displaystyle A} – pole figury,
{\displaystyle I_{\nu }} – jej moment bezwładności.
Promień bezwładności nazywamy głównym jeżeli jest określony wzorem (a), w którym {\displaystyle I_{\nu }} jest głównym momentem bezwładności.